# ديفيد بيلي (لاعب دوري الرغبي)
ديفيد بيلي (بالإنجليزية: David Bailey)‏ هو لاعب دوري الرغبي نيوزيلندي، ولد في 5 ديسمبر 1969.